# Mattia Bani
Mattia Bani (Borgo San Lorenzo, 10 de diciembre de 1993) es un futbolista italiano que juega de defensa en el Palermo F. C. de la Serie B.

## Clubes
| Club                       | País   | Año       |
| -------------------------- | ------ | --------- |
| Reggiana                   | Italia | 2012-2013 |
| Pro Vercelli               | Italia | 2013-2016 |
| A. C. ChievoVerona         | Italia | 2016-2019 |
| Pro Vercelli (cedido)      | Italia | 2016-2017 |
| Bologna F. C. 1909         | Italia | 2019-2020 |
| Genoa C. F. C.             | Italia | 2020-2025 |
| Parma Calcio 1913 (cedido) | Italia | 2021      |
| Palermo F. C.              | Italia | 2025-     |